# Podręczny słownik językoznawstwa stosowanego
Podręczny słownik językoznawstwa stosowanego – słownik autorstwa Aleksandra Szulca wydany nakładem Państwowego Wydawnictwa Naukowego w 1984 roku w Warszawie.
Jest to słownik zawierający objaśnienia terminów językozawstwa stosowanego, z naciskiem na terminologię glottodydaktyki. Zawiera również te terminy z zakresu psychologii, socjolingwistyki i dydaktyki, które związane są z problematyką glottodydaktyczną. 